# St. Lantpert (Pfettrach)
Die Filialkirche St. Lantpert im Ortsteil Pfettrach der Gemeinde Attenkirchen (Landkreis Freising) ist ein Saalbau mit im Kern spätgotischem Polygonalchor, der 1684 erneuert wurde. Das Langhaus und der Westturm sind von 1866/7. Zusammen mit der Ausstattung ist dieses Bauwerk ein geschütztes Baudenkmal mit der Aktennummer D-1-78-115-5 des Bayerischen Landesamtes für Denkmalpflege.

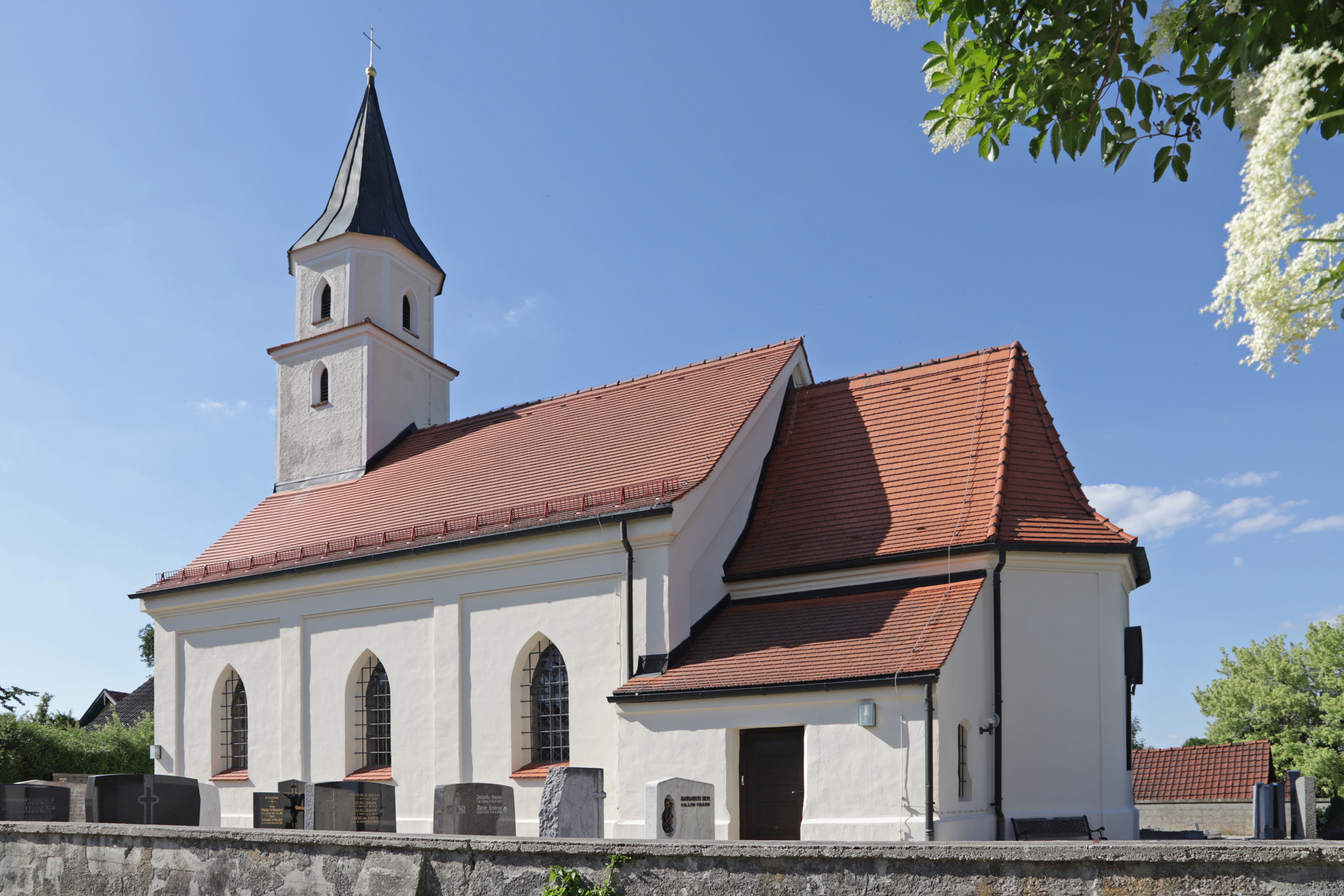
Die Filialkirche mit ihrem Langhaus

## Geschichte und Ausstattung

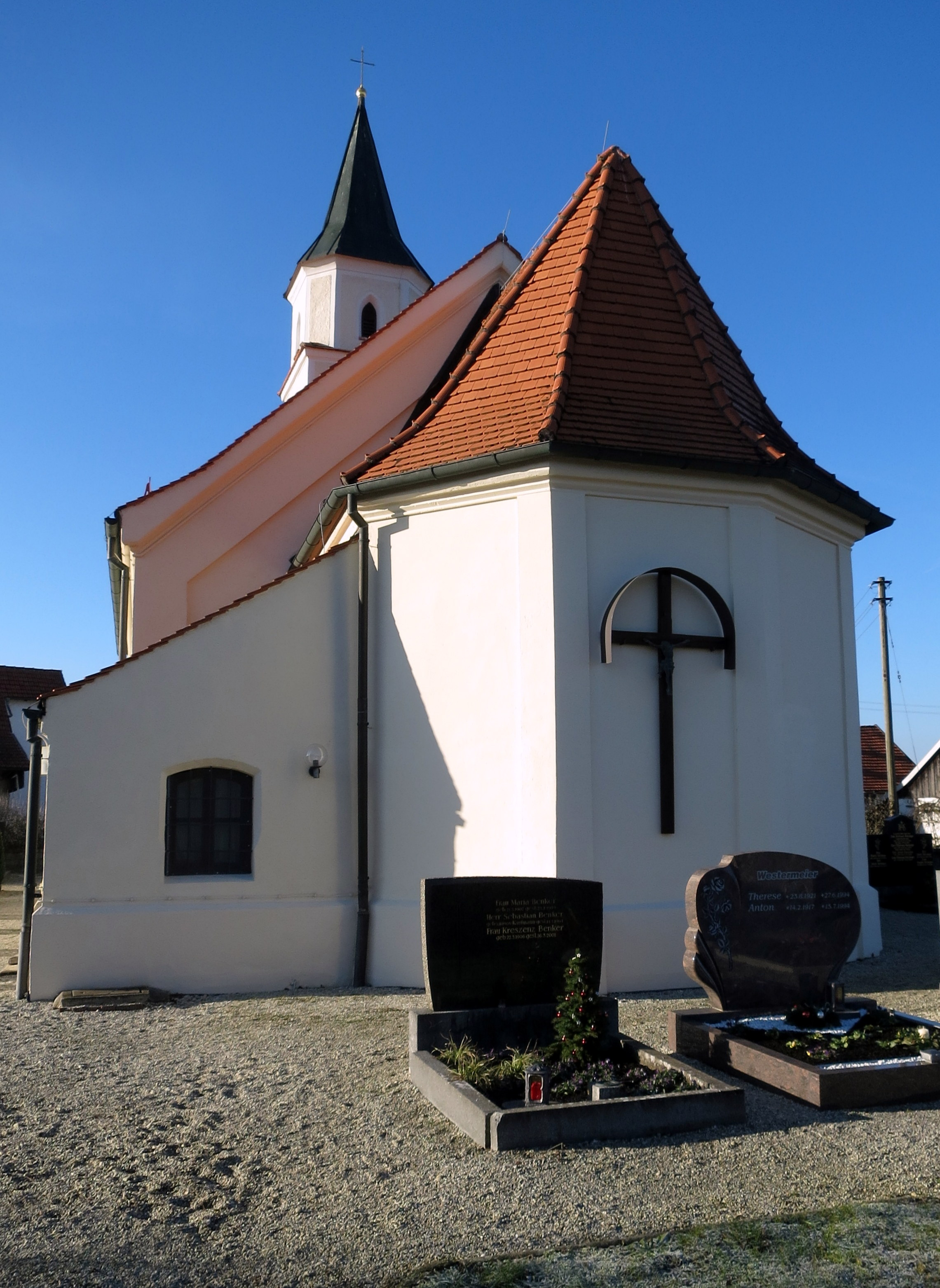
Der Chor ist der älteste Teil

Die Kirche von Pfettrach steht am südlichen Ortsrand. Von der spätgotischen Kirche sind Teile des Chors in den Neubau von 1684 übernommen worden (Weihe 1689). Das Langhaus und der vorgestellte Westturm gehen auf 1866/67 zurück. Das Chorgewölbe weist reichen Stuck auf (2. Viertel des 18. Jahrhunderts) und zeigt die hll. Florian, Sebastian, Rochus und Georg.
Der Hochaltar stammt aus „Unseres Herrn Ruh“ bei Ilmmünster (1780) und wurde 1861 erworben. Das Altarblatt zeigt den hl. Lantpert. An der Kanzel von 1866 befindet sich eine kleine barocke Skulptur des hl. Michael.
Unter der Orgelempore steht in einer Mauernische ein Vesperbild, eine Skulptur von Anfang des 15. Jahrhunderts (Pieta).